# 상제나비
상제나비(학명: Aporia crataegi)는 흰나비과 상제나비속에 속하는 나비로, 유라시아 대륙 북반구에 널리 분포한다. 주로 유럽·한반도·중국·몽골·일본 열도 등지에서 찾아볼 수 있다. 약 20종의 아종이 존재하며, 날개가 반투명한 흰색에 검은 시맥이 도드라지게 보이는 것이 특색이다. 1989년 특정야생동·식물로 지정되어 보호받아 왔으며, 관련 법의 개정에 따라 2017년 멸종위기 야생생물 Ⅰ급으로 지정되어 보호되고 있다.

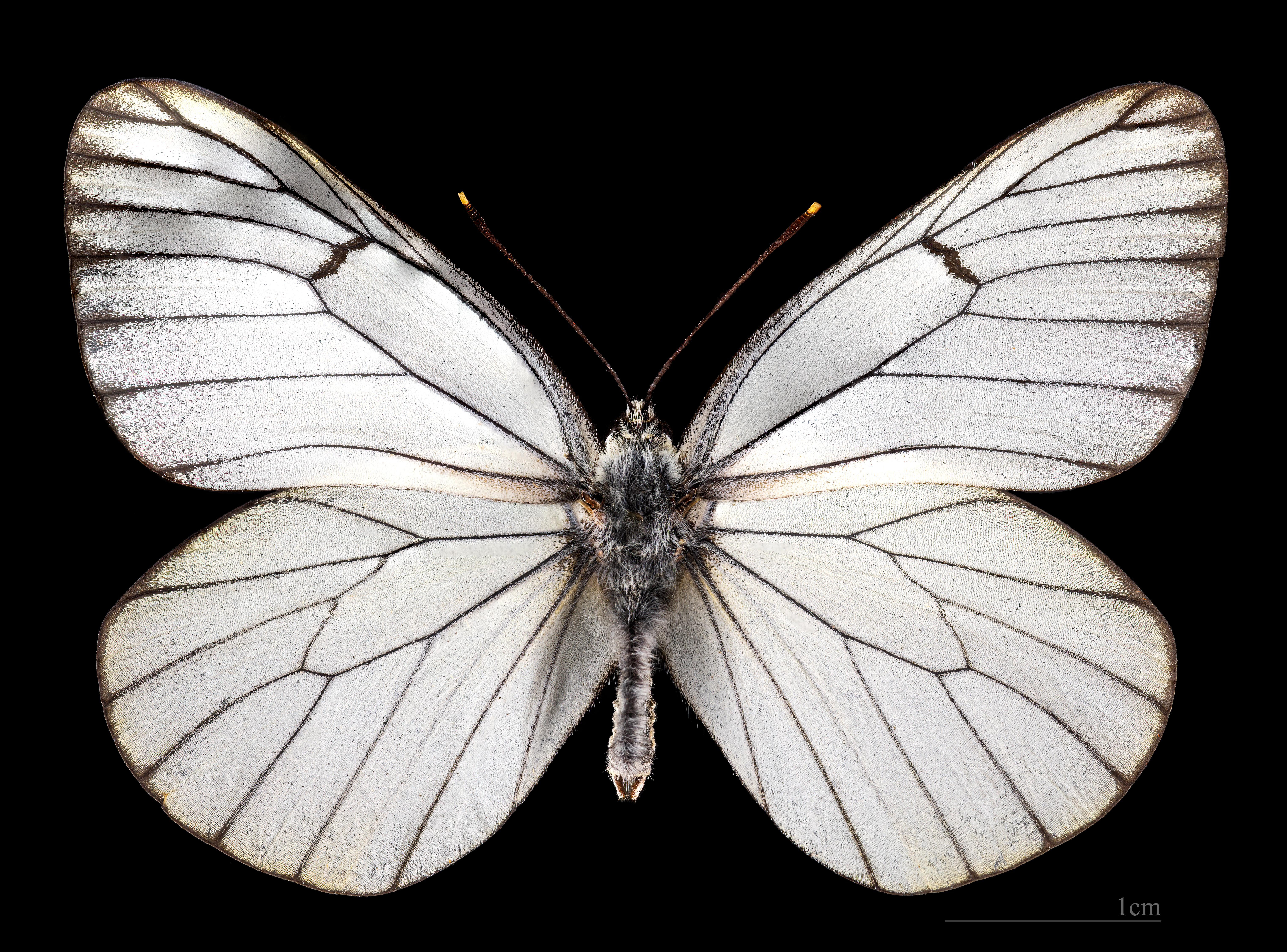
Aporia crataegi ♂
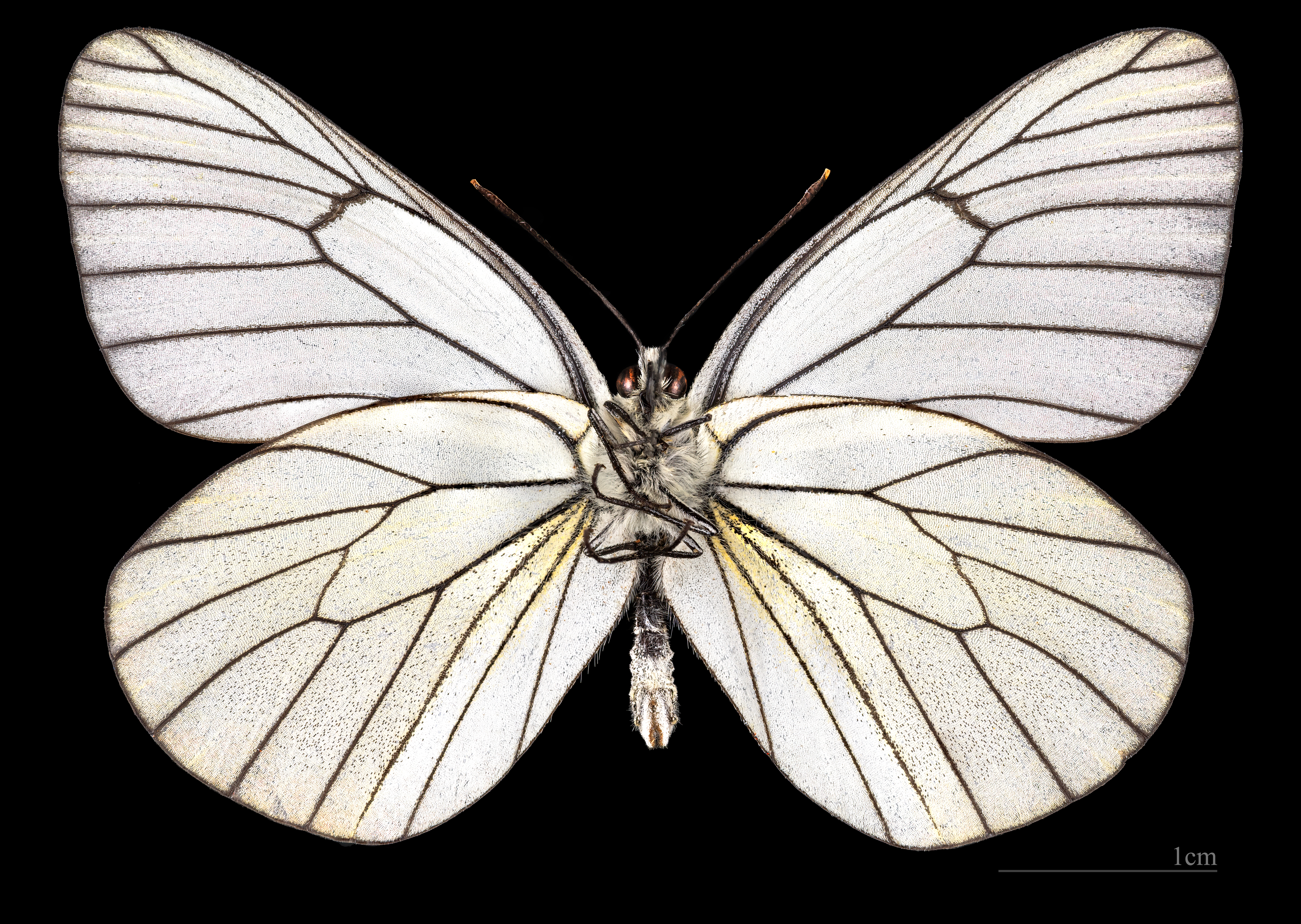
Aporia crataegi ♂ △
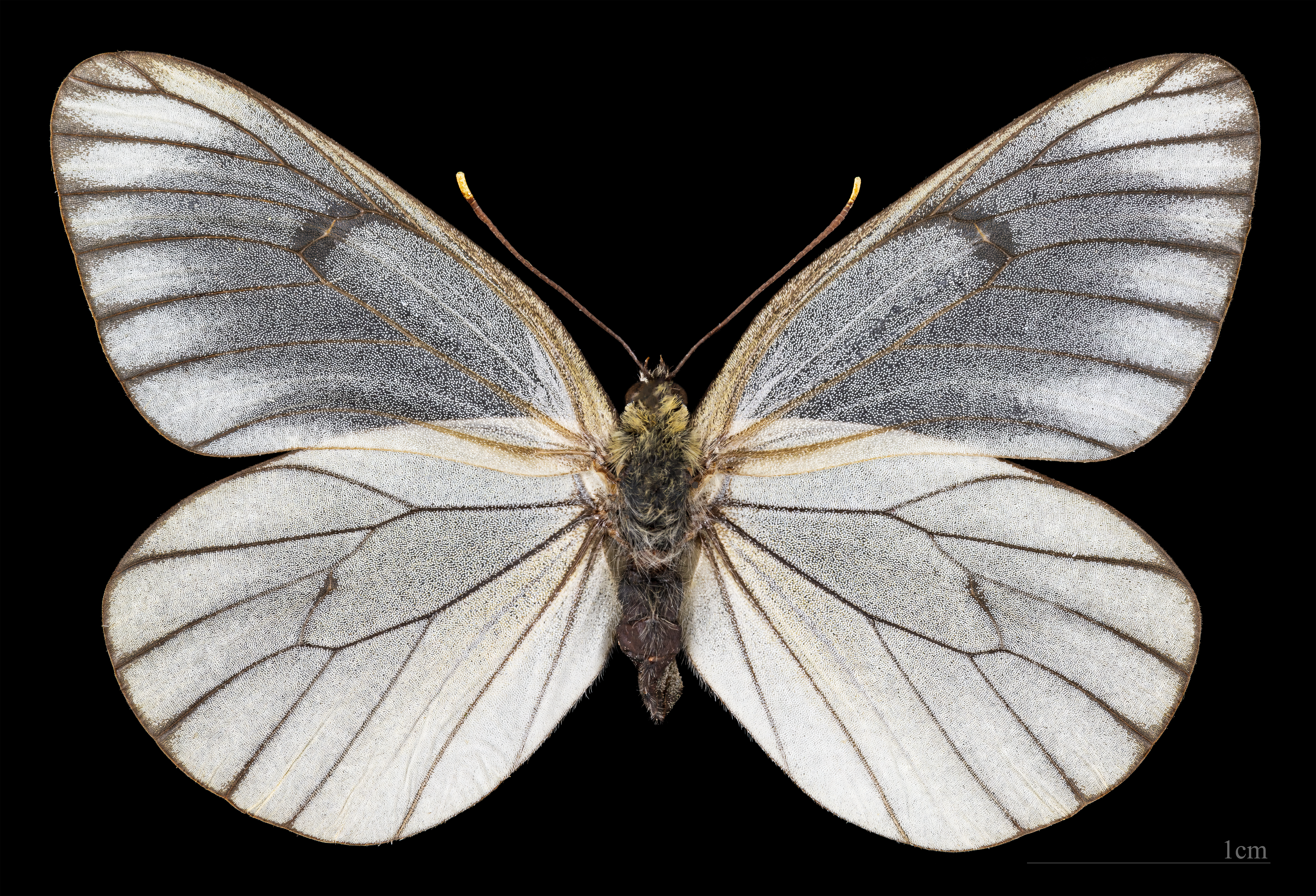
Aporia crataegi ♀
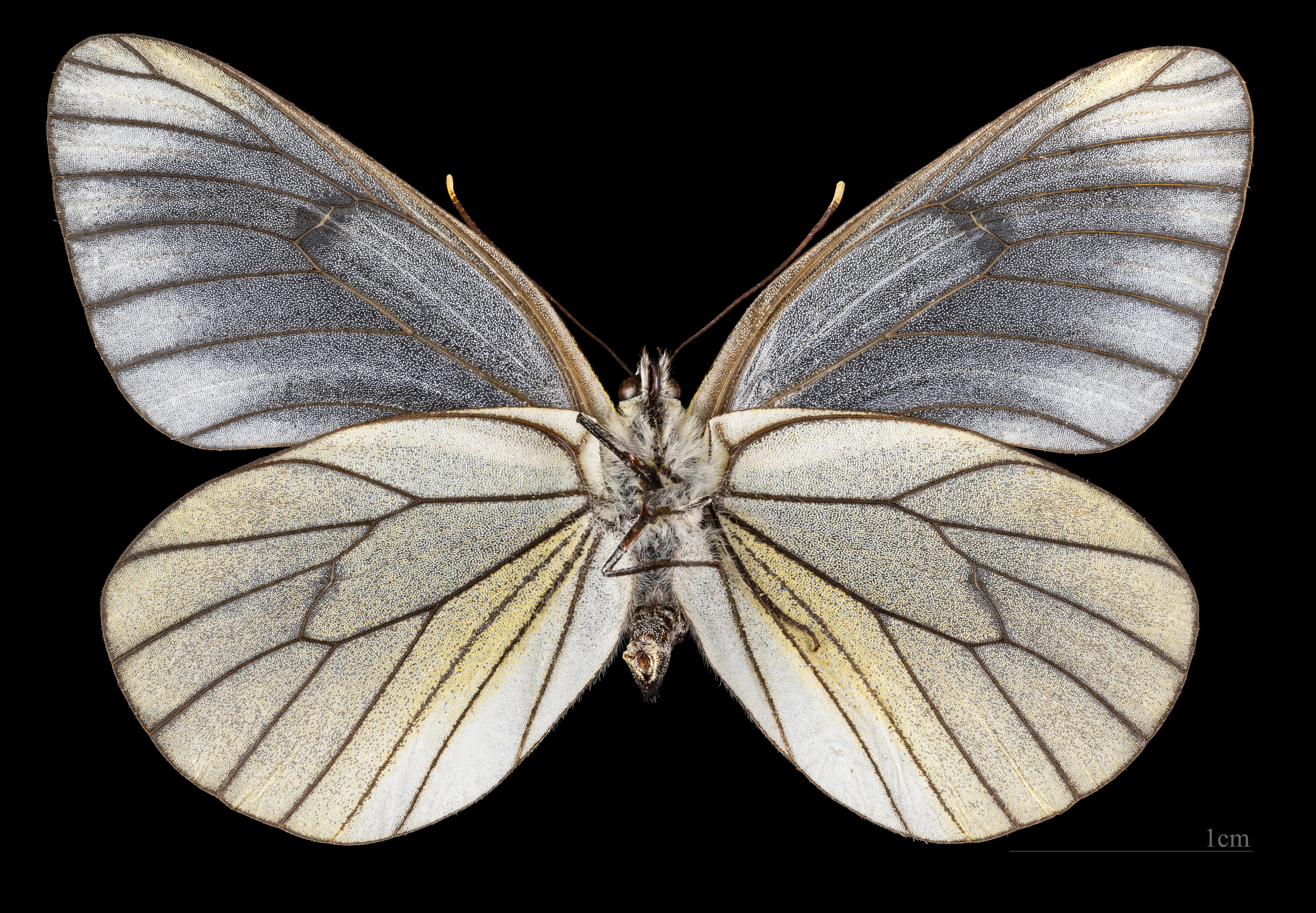
Aporia crataegi ♀ △